# Danh sách nhân vật liên quan với Hải Phòng

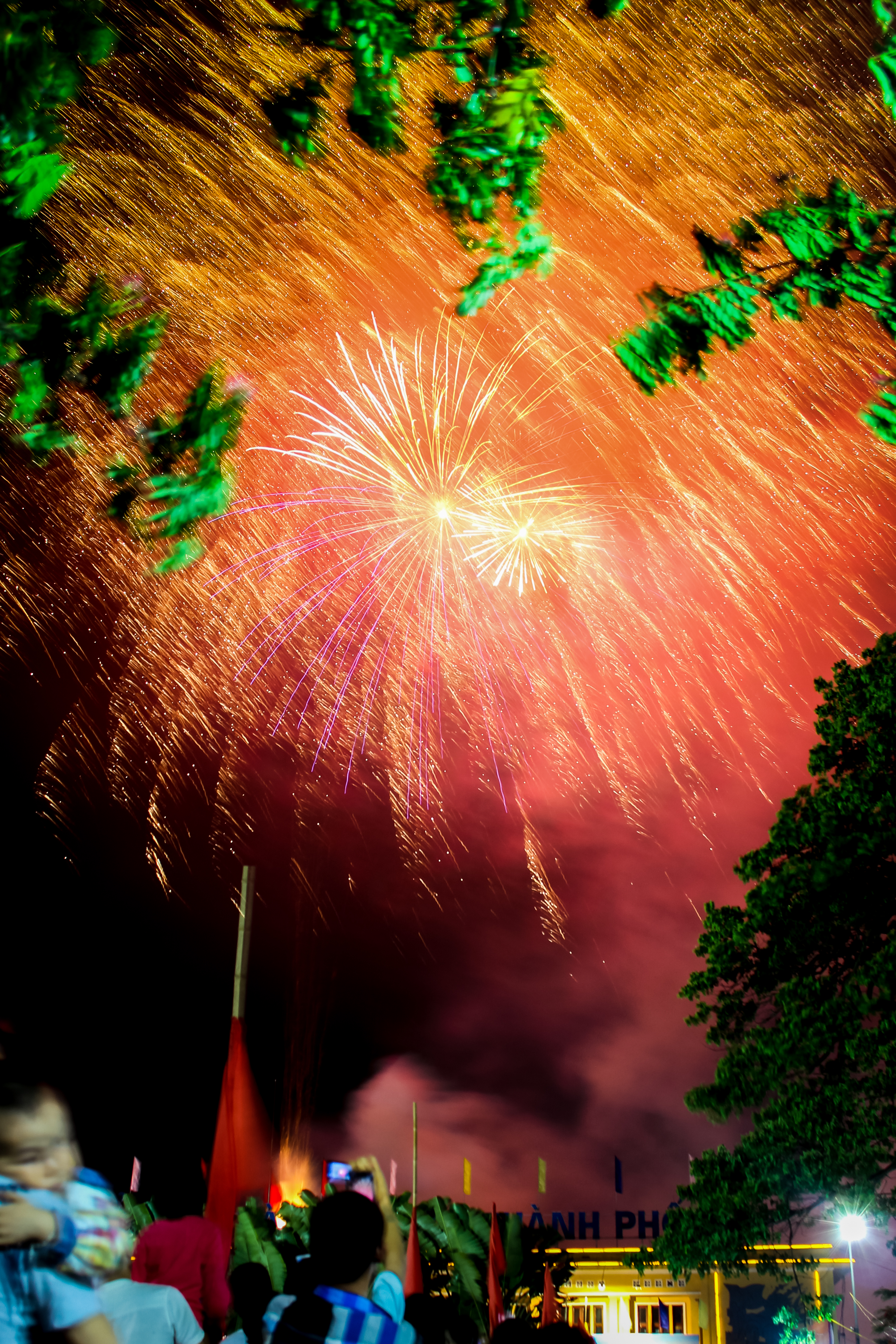
Hoa phượng đỏ, biểu tượng của người Hải Phòng

Dưới đây là danh sách những nhân vật tiêu biểu là những người đã sinh ra tại Hải Phòng, có quê quán (nguyên quán) ở Hải Phòng cũng như những người từ địa phương khác tới sinh sống và làm việc trong nhiều năm trên miền đất cửa biển.
Ngoài ra, miền đất Hải Phòng đã được nhắc đến một cách gián tiếp trong những ghi chép của các nhà thám hiểm hàng hải phương Tây (sớm nhất là tác phẩm Voyages and Discoveries của William Dampier xuất bản năm 1688) thông qua hai địa danh là Batsha (còn được viết là Batsham, Batshaw) và Domea (nằm trong khu vực duyên hải giữa Đồ Sơn-Kiến Thụy-Tiên Lãng ngày nay, vốn thuộc đất Dương Kinh dưới triều Mạc ở thế kỷ 16). Hiện tượng thủy triều sđặc biệt ở Batsha trong nhiều thế kỷ đã từng thu hút sự quan tâm của nhiều tên tuổi xuất chúng trong lịch sử khoa học như Edmond Halley, Isaac Newton, Pierre-Simon Laplace, Thomas Young...

## Lĩnh vực

### Chính trị gia, nhà hoạt động cách mạng, tướng lĩnh

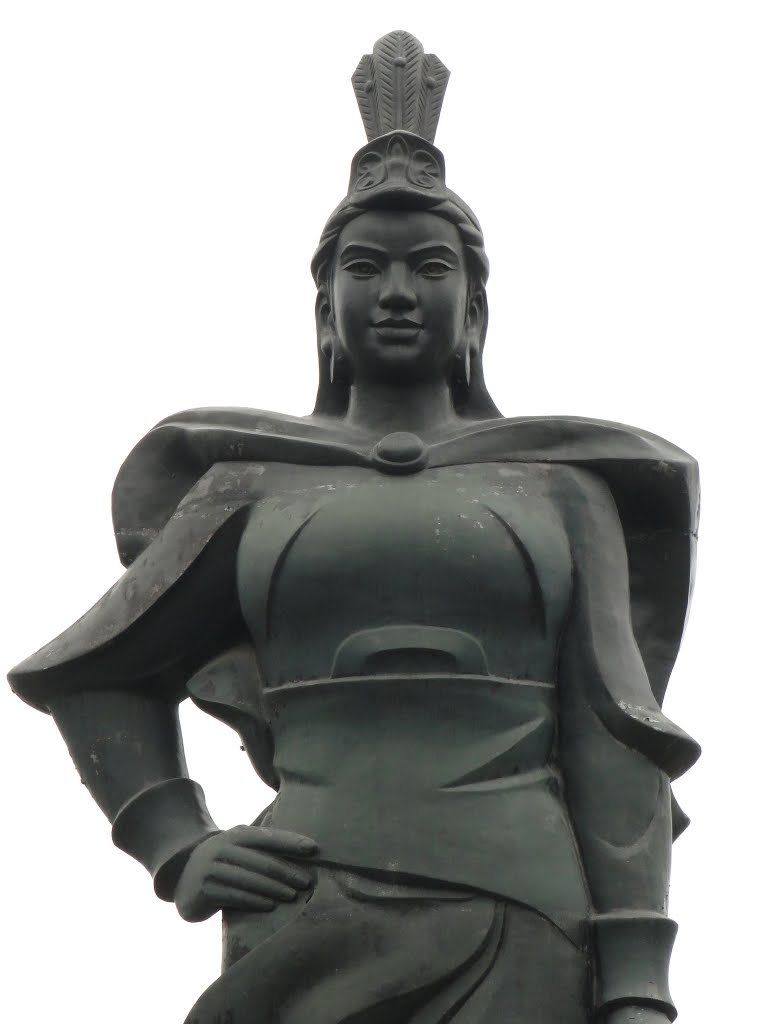
Tượng đài Nữ tướng Lê Chân gần khu vực quảng trường Nhà hát thành phố Hải Phòng

- Lê Chân (? - 43) nữ tướng, giữ chức Chưởng quản binh quyền nội bộ dưới thời Hai Bà Trưng và là Thành hoàng của Hải Phòng
- Lý Lệ Hà (李麗霞; ?-?) từng là người tình của Cựu hoàng Bảo Đại những năm 1940. Bà sinh tại Lạch Tray, Hải Phòng. Lý Lệ Hà cũng là người đạt danh hiệu hoa khôi đầu tiên của lịch sử Sắc Đẹp Việt Nam
- Thiên Thụy (chữ Hán: 天瑞公主; ? – 16 tháng 12 năm 1308), là một công chúa nhà Trần, con gái của Trần Thánh Tông. Theo thần tích, bà là người có công lớn trong việc khai khẩn đất hoang, lập điền trang trồng cấy lương thực, mở chợ cho dân buôn bán, quy tụ dân trong vùng đến làm ăn sinh sống, hình thành nên trang Nghi Dương (nay là xã Ngũ Phúc, huyện Kiến Thụy, thành phố Hải Phòng)
- Người Kinh Tam Đảo (? - ?) là cộng đồng người Hải Phòng di cư từ Đồ Sơn sang Quảng Tây, Trung Quốc trong thế kỷ 16, khai mở và xây dựng một cộng đồng người Kinh tại Trung Hoa với các văn hóa tín ngưỡng của người Việt
- Trần Cảo (chữ Hán: 陳暠) là thủ lĩnh quân khởi nghĩa ở Đại Việt cuối thời Lê sơ, cha của Trần Cung
- Trương Nữu (737 - 791) đại tướng quân thời Phùng Hưng chống ách đô hộ của nhà Đường
- Đào Nhuận (? - ?) là danh tướng của Ngô Quyền, là người có công lớn, góp phần vào chiến thắng Bạch Đằng năm 938. Ông sinh ra và lớn lên tại làng Gia Viên (làng Cấm).
- Đào Văn Lôi (987 - ?) Danh tướng thời Lý năm 24 tuổi đỗ đầu ở kinh đô, được cho vào làm ở Hàn Lâm Viện, rồi phong làm Phủ Úy Sơn Tây, Bắc Ninh, Lạng Sơn, Tuyên Quang, Hà Giang. Hiện ông được thờ ở Đình Vân Tra
- Nguyễn Tất Tố (913 - 984) người làng Gia Viên (thuộc nội thành Hải Phòng ngày nay), ông có công lớn trong việc dụ quân Nam Hán vào trận địa cọc trong trận thủy chiến trên cửa sông Bạch Đằng năm 938.
- Đào Trọng Kỳ (1839-1914) là một đại thần nhà Nguyễn. Ông là người có công tổ chức đào sông Chanh Dương, một công trình thủy lợi quan trọng của huyện Vĩnh Bảo.
- Tuệ Trung Thượng sĩ (1230 - 1291) thiền sư (sống và qua đời tại trang Dưỡng Chân, xã Chính Mỹ, huyện Thủy Nguyên)
- Vũ Hải (1252 - 1288) tướng nhà Trần chống Nguyên Mông, có công chém đầu tướng địch Toa Đô ở trận Tây Kết
- Vũ Hộ (1478 - 1531) hay Mạc Bang Hộ, là công thần khai quốc nhà Mạc trong lịch sử Việt Nam
- Võ Trung tướng nhà Đinh
- Danh nhân thời Đinh (? - ?) là những nhân vật lịch sử đã theo giúp vua Đinh Tiên Hoàng dẹp loạn 12 sứ quân, làm quan dưới triều đại nhà Đinh, trong đó bao gồm 8 vị tướng người Hải Phòng dưới triều vua này.
- Vương Quốc Chính (? - 1898), thủ lĩnh cuộc nổi dậy kháng thực dân Pháp năm 1898 ở Bắc Kỳ trong lịch sử Việt Nam.
- Mạc Đăng Dung (1483 - 1541) tướng nhà Lê sơ, vua sáng lập ra triều đại nhà Mạc
- Mạc Đăng Doanh tức Mạc Thái Tông, vua thứ hai của triều Mạc, con trai trưởng của Thái Tổ Mạc Đăng Dung
- Mạc Kính Điển quan phụ chính, tướng nhà Mạc, con thứ của Thái Tông Mạc Đăng Doanh
- Mạc Cảnh Huống tướng của Nguyễn Hoàng, công thần khai quốc triều chúa Nguyễn, em của Khiêm vương Mạc Kính Điển
- Mạc Thị Giai (chữ Hán: 孝文皇后; 1578 - 1630), hay Hiếu Văn hoàng hậu hoặc Huy Cung Từ Thận Thuận phi (徽恭慈慎順妃), nguyên là Chính thất của chúa Nguyễn Phúc Nguyên, thân mẫu của chúa Nguyễn Phúc Lan. Theo các câu chuyện dân gian, bà được dân chúng tôn làm Bà tổ bếp hay bà tổ của nghề nấu ăn đất phương Nam.
- Phạm Tử Nghi tướng nhà Mạc
- Trần Cảo (tướng khởi nghĩa) lãnh tụ khởi nghĩa nông dân cuối thời Lê sơ
- Nhữ Văn Lan (1443 - 1523) Tiến sĩ (1463), giữ chức Thượng thư bộ Hộ dưới triều Lê Thánh Tông
- Lê Ích Mộc (1458 - 1538) Trạng nguyên (1502), giữ chức Tả thị lang dưới triều Lê sơ
- Trần Tất Văn (? - ?) Trạng nguyên (1526), giữ chức Thượng thư dưới triều Mạc
- Nguyễn Bỉnh Khiêm (1491 - 1585) Trạng nguyên (1535), tước Trình Quốc Công triều Mạc, Trạng Trình
- Phạm Đình Trọng (1714 - 1754) Tiến sĩ (1739), giữ chức Thượng thư bộ Binh, tước Hải Quận Công dưới thời Lê Trung Hưng
- Tô Văn Trực (1750 - 1824), tên thần là Diệu Ứng Mỹ Âm, Thượng tướng quân Tả Đô đốc Trung quân phủ thời Vua Lê Hiển Tông
- Nguyễn Hữu Cầu lãnh tụ khởi nghĩa nông dân Đàng Ngoài thế kỷ 18 (dựng căn cứ ở Đồ Sơn)
- Chiêu Hoa Công chúa (??-??) là công chúa nhà Trần trong lịch sử Việt Nam, được biết đến qua các tư liệu thần phả và giai thoại, không có trong sử sách chính thống. Công chúa Chiêu Hoa cùng chồng là Cao Toàn là đôi vợ chồng có công khai phá đất đai vùng núi Đào Lĩnh lập nên xã Phù Liễn (nay thuộc quận Kiến An, thành phố Hải Phòng)
- Công chúa Chiêu Chinh (1258 – 1314) là nhân vật thời Trần trong lịch sử Việt Nam, được biết đến qua các tư liệu thần phả và giai thoại, không có trong sử sách chính thống
- Nguyễn Đình Thân (1552-1633), tướng chúa Nguyễn, tước Đô Thắng hầu, thủy tổ của dòng họ Nguyễn Khoa nổi tiếng ở đất Thuận Quảng
- Nguyễn Khoa Đăng quan triều chúa Nguyễn (nguyên quán ở làng Trạm Bạc, xã Lê Lợi, huyện An Dương, Hải Phòng)
- Nguyễn Khoa Chiêm quan triều chúa Nguyễn (nguyên quán ở làng Trạm Bạc, xã Lê Lợi, huyện An Dương, Hải Phòng)
- Nhữ Đình Toản quan nhà Lê Trung Hưng (Lê-Trịnh), hậu duệ của Tiến sĩ Thượng thư Nhữ Văn Lan
- Doãn Khuê (1813 - 1878) quan nhà Nguyễn, Thương biện Hải phòng sứ, người có công đầu kiến thiết bộ mặt đô thị cảng Hải Phòng những năm cuối thế kỷ 19
- Bùi Viện (1839 - 1878) nhà ngoại giao, người có công kiến thiết bộ mặt đô thị cảng Hải Phòng những năm cuối thế kỷ 19
- Nguyễn Hữu Tuệ (1871 - 1938) tên thường gọi là Lý Tuệ, chí sĩ yêu nước trong phong trào Đông Du
- Dương Đức Nhan (? - 1524) là quan nhà Lê sơ trong lịch sử Việt Nam
- Nguyễn Đức Cảnh (1908 - 1932) nhà cách mạng, hoạt động cách mạng và hy sinh ở Hải Phòng (quê gốc Thái Bình)
- Tô Hiệu (1912 - 1944) nhà hoạt động cách mạng, nguyên Bí thư Thành uỷ Hải Phòng (quê gốc Hưng Yên)
- Lê Thành Dương (1926 - 1999) nhà hoạt động cách mạng, Bí thư Quận Ngô Quyền, Phó Bí thư thường trực Thành ủy Hải Phòng, Trưởng đoàn Chuyên gia Congpongxom (Campuchia).
- Bùi Đình Đổng (1911 - 1973) nhà hoạt động cách mạng, nguyên Chủ sự Ty Liêm phóng Hải Phòng năm 1945, Thứ trưởng Bộ Xây dựng, Giám đốc kỳ cựu của Nhà máy Xi măng Hải phòng.
- Hoàng Mậu (1907 - 1990) là nhà hoạt động cách mạng, Bí thư Thành ủy Hải phòng thời kỳ kháng chiến chống Pháp.
- Vũ Quốc Uy (1920 - 1994) là nhà hoạt động cách mạng, lãnh đạo cuộc khởi nghĩa giành chính quyền ở Hải phòng tháng 8 năm 1945, Chủ tịch Ủy ban Cách mạng lâm thời năm 1945, Phó Chủ tịch Ủy ban Hành chính Hải phòng năm 1946 và năm 1955.
- Bác sĩ Nguyễn Xuân Nguyên Chủ tịch Ủy ban Hành chính Thành phố Hải phòng năm 1946, Ủy viên Ủy ban Kháng chiến Hành chính Hải Phòng.
- Lê Quang Tuấn là nhà hoạt động cách mạng, Bí thư Thành ủy Hải phòng thời kỳ kháng chiến chống Pháp.
- Trần Đông (1925 – 2013), tên thật là Bùi Thuyên, là nhà hoạt động cách mạng Việt Nam
- Trần Thành Ngọ nhà hoạt động cách mạng
- Nguyễn Năng Hách là nhà hoạt động cách mạng, Chủ tịch Ủy ban Hành chính tỉnh Hải dương, Khu ủy viên Khu Tả ngạn, Chủ tịch Ủy ban hành chính Khu Tả ngạn, Bí thư Thành ủy Hải phòng thời kỳ kháng chiến chống Pháp.
- Đặng Văn Minh tức Trần Kiên là nhà hoạt động cách mạng, Bí thư tỉnh ủy Kiến An thời kỳ kháng chiến chống Pháp, Chủ tịch Ủy ban Hành chính Hải phòng những năm 60, Bí thư Thành ủy Hải phòng thời kỳ kháng chiến chống Mỹ.
- Lê Quốc Thân nhà hoạt động cách mạng, Bí thư tỉnh ủy Kiến An thời kỳ kháng chiến chống Pháp, Thứ trưởng Bộ Công an, Thứ trưởng Bộ Tư pháp.
- Đỗ Chính nhà hoạt động cách mạng, Phó Bí thư Thành ủy, Chủ tịch UBND TP sau năm 1975, Bộ trưởng Bộ Hải sản.
- Đặng Toàn Chủ tịch Ủy ban Nhân dân Thành phố Hải phòng, Phó chủ tịch Ủy ban Nhân dân tỉnh Hậu Giang.
- Nguyễn Hồng Cẩn nguyên Phó Bí thư tỉnh ủy Kiến An trong thời kỳ kháng chiến chống Pháp, nguyên Chính ủy Trung đoàn 550, Tham mưu phó Quân khu Tả ngạn. Giám đốc Sở Công nghiệp, Phó Chủ tịch UBND TP Hải Phòng năm 1968 - 1974. Nguyên Thứ trưởng Bộ Thủy sản kiêm Tổng Giám đốc Công ty xuất nhập khẩu thủy sản Seaprodex.
- Lương Khánh Thiện nguyên Bí thư Thành uỷ Hải Phòng thời kỳ tiền khởi nghĩa
- Tô Quang Đẩu nguyên Chủ tịch Ủy ban Hành chính tỉnh Kiến An
- Tô Thiện nguyên Phó bí thư Thành ủy Hải Phòng
- Lê Quang Đạo nguyên Bí thư Thành uỷ Hải Phòng năm 1945.
- Tô Duy nguyên Phó Chủ tịch Ủy ban Hành chính Thành phố Hải Phòng
- Hoàng Hữu Nhân nguyên Chủ tịch Ủy ban Nhân dân Thành phố, Bí thư Thành uỷ Hải Phòng
- Lê Đức Thịnh nguyên Phó Bí thư Thành uỷ Hải Phòng, Chủ tịch Ủy ban Nhân dân Thành phố, Bộ trưởng Bộ Nội thương, Trưởng ban Tài chính - Quản trị Trung ương
- Bùi Quang Tạo nguyên Bí thư Thành uỷ Hải Phòng cuối thập niên 70, Bộ trưởng Bộ Xây dựng
- Trần Đông nguyên Bí thư Thành uỷ Hải Phòng năm 1977 - 1979, Giám đốc Công an Hải phòng 16 năm.
- Đỗ Quế Lượng nguyên Phó chủ tịch Ủy ban Nhân dân Thành phố Hải Phòng, Quyền Thống đốc Ngân hàng Nhà nước năm 1997.
- Hoàng Thế Thiện tức Lưu Văn Thi (1922 - 1995) Thiếu tướng Quân đội nhân dân Việt Nam, nguyên Thứ trưởng Bộ Quốc phòng Việt Nam, cựu học sinh Trường Bonnal - Ngô Quyền, Hải Phòng.
- Đỗ Văn Tài (1932 - 2010) nhà ngoại giao, Đại sứ
- Lưu Văn Lợi nhà ngoại giao, cựu học sinh Trường Bonnal - Ngô Quyền, Hải Phòng
- Đoàn Duy Thành (1929 -) nguyên Chủ tịch Ủy ban Thành phố, Bí thư Thành uỷ Hải Phòng, nguyên Phó Thủ tướng nước CHXHCN Việt Nam
- Tô Huy Rứa nguyên Bí thư Thành uỷ Hải Phòng
- Vũ Mão nhà ngoại giao, nguyên Chủ nhiệm Ủy ban Đối ngoại của Quốc hội, cựu học sinh Trường Bonnal - Ngô Quyền, Hải Phòng
- Vũ Quý (1914 - 1945) là nhà hoạt động cách mạng, Quyền Bí thư Ban cán sự Đảng Hà Nội
- Nguyễn Bình Trung tướng, Tư lệnh Nam Bộ, cựu học sinh Trường Bonnal - Ngô Quyền, Hải Phòng
- Nguyễn Bá Phát Thiếu tướng Hải quân, Thứ trưởng Bộ Hải sản, Bí thư Đảng đoàn Bộ.
- Nguyễn Duy Thái (1914-1995), là một sĩ quan cấp cao trong Quân đội Nhân dân Việt Nam, hàm Thiếu tướng, nguyên Tổng Giám đốc các xưởng Quân giới, Cục phó rồi Cục trưởng Cục Quân giới, Cục trưởng Cục Quản lý Công nghiệp trực thuộc Tổng cục Hậu cần
- Hoàng Ngân (1921 - 1949) nhà hoạt động cách mạng, Bí thư Trung ương Hội Phụ nữ cứu quốc Việt Nam
- Nguyễn Thế Bôn (1926-2009), bí danh Thế Hoan, là một sĩ quan cấp cao của Quân đội Nhân dân Việt Nam, hàm Trung tướng, Ủy viên Ban Chấp hành Trung ương Đảng Cộng sản Việt Nam khóa V, nguyên Phó Tổng Tham mưu trưởng (1982-1997), nguyên Chủ tịch Hội Người khuyết tật Việt Nam
- Nguyễn Duy Hạc (1925-1996) là Thiếu tướng Công an Nhân dân Việt Nam, từng làm nhiều điệp vụ gián điệp và phản gián trong hai cuộc chiến tranh.
- Phạm Ngọc Đa liệt sĩ thiếu niên, Anh hùng lực lượng vũ trang nhân dân
- Lê Duy Mật, sinh 1929 tại Thủy Nguyên Hải Phòng, Phó tư lệnh quân khu 2 tham mưu trưởng mặt trận Hà Giang 1984-1988
- Hoàng Phương (1924-2001) là một sĩ quan cấp cao trong Quân đội Nhân dân Việt Nam, hàm Trung tướng, Giáo sư, Tiến sĩ, nguyên Phó Chủ tịch Hội Khoa học Lịch sử Việt Nam
- Đặng Kinh, tên thật là Đặng Văn Rợp, sinh 1922, ở dưới chân núi Giang, nay thuộc Quán Trứ, Kiến An, Hải Phòng, Trung tướng, Phó Tổng tham mưu trưởng quân đội nhân dân Việt Nam.
- Mai Năng, tên thật là Tạ Xuân Thiều, Thiếu tướng Tư lệnh Bộ đội Đặc công 1993-1997, anh hùng lục lượng vũ trang nhân dân, dũng sĩ Cát Bi, sinh năm 1933 quê ở Ngũ Phúc - Kiến Thụy
- Hoàng Kim Giao (1941 – 1968), sinh tại phường Vạn Sơn, quận Đồ Sơn, thành phố Hải Phòng là một kỹ sư, chiến sĩ phá bom Việt Nam, được truy tặng danh hiệu Anh hùng lực lượng vũ trang nhân dân.
- Đoàn Đức Thái (1944 - 1974) liệt sĩ, anh hùng Lực lượng vũ trang nhân dân, người ôm bộc phá phá hàng rào dây thép gai trong Chiến tranh Việt Nam của Việt Nam. Sinh tại đảo Cát Hải
- Nguyễn Bá Địch (1937-1967) sinh ra tại thôn Ngọc Tỉnh, xã Tân Trào, huyện Kiến Thụy, thành phố Hải Phòng; nguyên phi công thuộc Đại đội 1, Trung đoàn 923, Sư đoàn 371, Quân chủng Phòng không - Không quân; Anh hùng Lực lượng vũ trang nhân dân Việt Nam.
- Nguyễn Chấn (1931 -), nguyên là một tướng lĩnh trong ngành Công binh của Quân lực Việt Nam Cộng hòa, cấp bậc Chuẩn tướng. Sinh tại Kiến An, Hải Phòng, định cư tại Canada
- Nguyễn Văn Lượng (1931 -), nguyên là một tướng lĩnh Không Quân của Quân lực Việt Nam Cộng hòa, cấp bậc Chuẩn tướng
- Vũ Đình Đào (1931 -), nguyên là một tướng lĩnh Hải quân của Quân lực Việt Nam Cộng hòa, Hải hàm Phó Đề đốc, cấp bậc Chuẩn tướng
- Trần Văn Giang (1924 - 2016) là một sĩ quan cấp cao của Quân đội Nhân dân Việt Nam, nguyên Chính ủy Quân chủng Hải quân Việt Nam, hàm Chuẩn đô đốc
- Vũ Hiệp Bình (1953-2013), là một sĩ quan cấp cao trong Quân đội Nhân dân Việt Nam, hàm Thiếu tướng, nguyên Phó Chính ủy Bộ đội Biên phòng, Hội viên Hội Nhạc sĩ Việt Nam.
- Vũ Trọng Hà (1930 — 2017) là Thiếu tướng Quân đội Nhân dân Việt Nam và chính trị gia người Việt Nam, nguyên Tư lệnh Binh chủng Công binh, Quân đội nhân dân Việt Nam.
- Tô Thường (1955 -) tướng công an
- Trần Bá Thiều (1955 -) tướng công an
- Nguyễn Quang Cường (sinh 1965) là một sĩ quan cấp cao trong Quân đội Nhân dân Việt Nam, hàm Trung tướng, nguyên Chỉ huy trưởng Bộ Chỉ huy quân sự thành phố Hải Phòng, nguyên Phó Tư lệnh tham mưu trưởng Quân khu, hiện là Chính ủy Quân khu 3. Sinh tại Đồ Sơn, Hải Phòng
- Nguyễn Hoàng Anh (1963 -) chính khách Việt Nam sinh tại An Lão
- Vương Quốc Hưng (bính âm: 王國興; nghĩa đen 'Wángguóxìng' (1949 -) là một công đoàn thương mại tại Hồng Kông và một cựu thành viên của Hội đồng lập pháp Hồng Kông, đại diện cho khu vực bầu cử Tây Tân Giới từ 2008 đến 2012 và đại diện cho đảo Hồng Kông từ 2012 đến 2016.
- Lê Văn Thành (1962 -) chính khách người Hải Phòng, quê xã Tân Liên, Vĩnh Bảo, Hải Phòng, Bí thư Thành ủy Hải Phòng khóa 2015-2020, Phó thủ tướng Chính phủ 2021-2026

### Học giả, nhà khoa học, nhà giáo

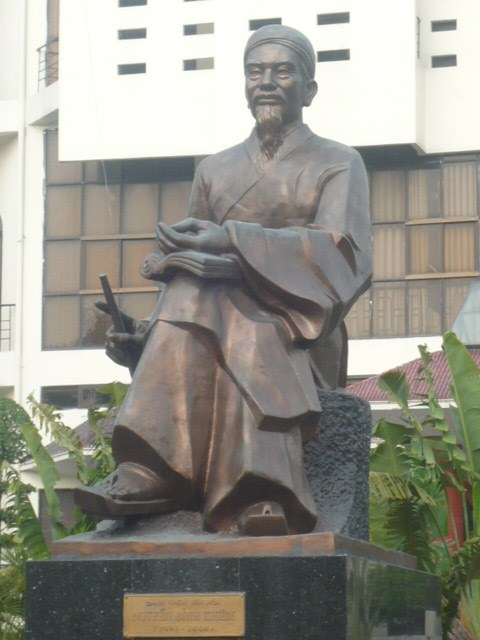
Tượng đài Nguyễn Bỉnh Khiêm trong khuôn viên Thư viện Khoa học Tổng hợp Thành phố Hải Phòng

- Tuệ Trung Thượng sĩ (1230 - 1291) thiền sư, thầy dạy của Trần Nhân Tông
- Đại Phạm (?-?) tên đầy đủ là Nguyễn Đại Phạm, đỗ Trạng nguyên năm 1397, là một vị quan triều Trần. Ông là người tập hợp nông dân ở Hải Phòng chống lại nhà Hồ khi Hồ Quý Ly lấy ngôi từ nhà Trần.
- Nhữ Văn Lan (1443-1523) là nhà khoa bảng và quan triều Lê sơ trong lịch sử Việt Nam. Ông thi đậu Tiến sĩ (1463) và làm quan dưới triều Lê Thánh Tông, thời kỳ được coi là thịnh trị nhất của nhà Lê sơ cũng như lịch sử phong kiến Việt Nam. Trong 40 năm làm quan dưới triều Lê, chức vụ cao nhất ông từng đảm nhiệm là Thượng thư bộ Hộ.
- Dương Đức Nhan Tiến sĩ triều Lê sơ, tác giả của Tinh tuyển chư gia luật thi
- Phạm Đức Khản, quê xã Cao Minh, huyện Vĩnh Bảo. Đỗ Đệ nhị  giáp Tiến sĩ xuất thân (Hoàng giáp) khoa Mậu Thìn (1448). Làm quan đến chức Tả thị lang. TS khai khoa của Hải Phòng.
- Nguyễn Bỉnh Khiêm (1491 - 1585) Trạng nguyên (1535), tước Trình Quốc Công triều Mạc, Trạng Trình
- Đào Văn Hiển, quê An Bồ, Dũng Tiến, Vĩnh Bảo, đỗ Đệ tam giáp đồng Tiến sĩ năm Quý Mùi (1463), làm quan đến chức Thượng thư bộ Hình
- Đào Công Chính (1623 - ?) Bảng nhãn, chức Hữu thị lang bộ Lại triều Lê-Trịnh, tác giả sách y học Bảo Sinh Diên Thọ Toản Yếu
- Nguyễn Sư Khanh (1566 - ?), quê xã Tam Đa, huyện Vĩnh Bảo, đỗ Đệ tam giáp đồng Tiến sỹ xuất thân khoa Nhâm Thìn (1592) đời Mạc Mậu Hợp. Làm quan đến chức Đô cấp sự trung Hình khoa.
- Hải Triều nhà báo (nguyên quán ở làng Trạm Bạc, xã Lê Lợi, huyện An Dương, Hải Phòng)
- Vũ Khiêu Giáo sư, nhà nghiên cứu văn hóa, Anh hùng Lao động, cựu học sinh Trường Bonnal - Ngô Quyền, Hải Phòng
- Nguyễn Lân Nhà giáo nhân dân, cựu học sinh Trường Bonnal - Ngô Quyền, Hải Phòng
- Nguyễn Xuân Vinh nhà khoa học không gian, cựu học sinh Trường Bonnal - Ngô Quyền, Hải Phòng
- Georges Condominas (1921 - 2011) nhà dân tộc học, nhân chủng học người Pháp (sinh tại quê mẹ ở Hải Phòng)
- Michel Henry (1922 - 2002) nhà triết học, tác gia người Pháp (sinh tại Hải Phòng)
- Monique Marie Mauricette Wilson (1923-1982) nữ tư tế Wicca người Anh gốc Pháp (sinh tại Hải Phòng)
- Nguyễn Quang Riệu (1932 - 2021) nhà vật lý thiên văn, nguyên Giám đốc nghiên cứu Danh dự tại CNRS (định cư tại Pháp)
- Nguyễn Quang Quyền (1934 - 1997) nhà giải phẫu học, nhân trắc học
- Nguyễn Quý Đạo (1937 -) nhà hóa học, giải thưởng Vinh danh nước Việt 2005 (định cư ở Pháp)
- Đặng Lương Mô (1936 -) nhà khoa học vi mạch, người sáng lập ra trung tâm ICDREC, đặt nền móng cho ngành nghiên cứu và đào tạo thiết kế vi mạch ở Việt Nam
- Đào Trọng Thi (1951 -) nhà khoa học, Giám đốc Đại học Quốc gia Hà Nội (nguyên quán ở Cổ Am, Vĩnh Bảo)
- Augustine Hà Tôn Vinh nhà nghiên cứu kinh tế, chuyên gia tư vấn quản lý tài chính
- Đào Nguyên Cát Giáo sư, Tổng biên tập Thời báo Kinh tế Việt Nam
- Đồng Quốc Bình- Liệt sĩ Hải Quân- Hội đồng nhân dân thành phố Hải Phòng đã quyết định đặt tên anh cho một phường thuộc quận Ngô Quyền nội thành. Tên anh được ghi trong sách Nhân vật lịch sử Hải Phòng tập III do Thư viện Hải Phòng tổ chức biên soạn. Nhà xuất bản Hải Phòng ấn hành năm 2006.
- Đoàn Mậu (?-?), người xã Kim Côn huyện An Lão (nay thuộc xã Chiến Thắng, huyện An Lão, Tp. Hải Phòng. Ông đỗ Đệ tam giáp, đồng Tiến sĩ xuất thân Khoa Ất Mùi, niên hiệu Hồng Đức thứ 6 năm 1475.
- Trần Bảng (1 tháng 10 năm 1926) là đạo diễn, soạn giả và nhà nghiên cứu chèo. Ông được nhận Giải thưởng Nhà nước đợt II (2001) và Giải thưởng Hồ Chí Minh về văn học - nghệ thuật đợt 5 (2017), ông là cha của đạo diễn, diễn viên Trần Lực
- Vũ Minh Giang (1951 -) giáo sư, tiến sĩ khoa học
- Nguyễn Hồng Sơn (1962 -) sĩ quan cấp cao trong Quân đội nhân dân Việt Nam, Phó Giáo sư, Tiến sĩ, hàm Thiếu tướng, hiện là Giám đốc Bệnh viện Trung ương Quân đội 175
- Nguyễn Kim Sơn (1966 -) là một nhà khoa học về lĩnh vực Khoa học Xã hội và Nhân văn. Ông là Giám đốc Đại học Quốc gia Hà Nội. Ông hiện là Bộ trưởng Bộ giáo dục và Đào tạo. Ông sinh tại Kiến Thụy, Hải Phòng
- Vũ Minh Khương (1959 -) là phó giáo sư, tiến sĩ người Việt Nam. Ông hiện là giảng viên Trường Chính sách công Lý Quang Diệu (Đại học Quốc gia Singapore), thành viên Tổ Tư vấn kinh tế của Thủ tướng Chính phủ Việt Nam Nguyễn Xuân Phúc nhiệm kì 2016-2021.

### Tác gia, văn nghệ sĩ
- Nguyễn Bỉnh Khiêm (1491 - 1585) nhà thơ
- Lê Khắc Cẩn (1833 - 1870) (chữ Hán: 黎克謹) người làng Hạnh Thị (thuộc huyện An Lão, Hải Phòng ngày nay) đỗ Hoàng giáp khoa Nhâm Tuất (1862) và từng đảm nhiệm nhiều chức vụ dưới triều Tự Đức.
- Khái Hưng (1896 - 1947) nhà văn, cây bút trụ cột của Tự Lực Văn Đoàn
- Trần Tiêu (1900 - 1954) nhà văn, thành viên Tự Lực Văn Đoàn, em của nhà văn Khái Hưng
- Hoàng Công Khanh (1922 – 2010), tên thật là Đoàn Xuân Kiều – một nhà văn, nhà viết kịch Việt Nam. Ông sinh ở Kiến An, Hải Phòng. Hoàng Công Khanh được biết đến nhiều bởi các tác phẩm văn học và kịch nói lịch sử, dã sử
- Hoàng Ngọc Phách nhà văn, tác giả tiểu thuyết Tố Tâm, cựu giáo viên Trường Bonnal - Ngô Quyền, Hải Phòng
- Nguyên Hồng (1918 - 1982) nhà văn, Giải thưởng Hồ Chí Minh về văn học nghệ thuật đợt I (quê gốc Nam Định)
- Thế Lữ (1907 - 1989) nhà thơ, nhà viết kịch, đạo diễn sân khấu (sống và hoạt động nghệ thuật trong nhiều năm ở Hải Phòng)
- Vi Huyền Đắc nhà viết kịch
- Phạm Thiên Thư nhà thơ
- Lan Sơn (1912 - 1974), tên thật Nguyễn Đức Phòng là một nhà báo, nhà thơ Việt Nam thời tiền chiến
- Lữ Liên (1920-2012) là một nhạc sĩ người Việt danh tiếng tại Việt Nam trước 1975. Ông là thành viên của những ban nhạc nổi tiếng như Thăng Long và AVT. Bảy người con của ông đều nối nghiệp âm nhạc của bố, trong đó có ca sĩ Tuấn Ngọc
- Hoài An (1929 - 2012) tên thật là Nguyễn Đắc Tịnh, là một nhạc sĩ Việt Nam nổi tiếng. Ông còn có một nghệ danh khác là Trang Dũng Phương
- Huyền Linh (1927 - 2007) là một nhạc sĩ, nghệ sĩ cải lương người Việt Nam, đồng tác giả với Hoài An một số ca khúc.
- Trần Quang Huy (1938-2009), là nhạc sĩ của Việt Nam. Ông là hội viên Hội Âm nhạc Thành phố Hồ Chí Minh và Hội Nhạc sĩ Việt Nam
- Tuấn Hải (1939 -) là một nhạc sĩ nhạc vàng nổi tiếng trước năm 1975. Ngoài ra, ông còn có những bút danh khác như Lê Kim Khánh và Song Kim
- Nguyễn Huy Tưởng nhà văn, cựu học sinh Trường Bonnal - Ngô Quyền, Hải Phòng
- Họa sĩ Mai Trung Thứ hay Mai Thứ (1906-1980) là con của tổng đốc Bắc Ninh Mai Trung Cát quê làng Do Nha, huyện An Dương, Hải Phòng là họa sĩ nổi tiếng của nền mỹ thuật hiện đại Việt Nam những năm đầu thế kỷ 20
- Nguyễn Đình Thi nhạc sĩ, nhà thơ, cựu học sinh Trường Bonnal - Ngô Quyền, Hải Phòng
- Nguyễn Khoa Điềm nhà thơ (nguyên quán ở làng Trạm Bạc, xã Lê Lợi, huyện An Dương, Hải Phòng)
- Thi Hoàng (1943 -) nhà thơ, Giải thưởng Nhà nước về văn học nghệ thuật (2007)
- Trung Trung Đỉnh, sinh năm 1949, nhà văn sinh tại Vĩnh Bảo, Giải thưởng Nhà nước về văn học nghệ thuật (2007), Giải thưởng Văn học ASEAN
- Thanh Tùng nhà thơ, tác giả bài thơ phổ nhạc Thời hoa đỏ'
- Lê Anh Xuân nhà thơ, cựu học sinh Trường Học sinh miền Nam tại Hải Phòng
- Đinh Nhu (1910 - 1945) nhạc sĩ, tác giả ca khúc tân nhạc cách mạng đầu tiên Cùng nhau đi Hồng binh
- Lê Thương nhạc sĩ, cựu giáo viên Trường Bonnal - Ngô Quyền, Hải Phòng
- Hoàng Quý (1920 - 1946) nhạc sĩ, thành viên sáng lập và là trưởng nhóm Đồng Vọng
- Văn Cao (1923 - 1995) nhạc sĩ, nhà thơ, họa sĩ, tác giả của Tiến quân ca
- Mai Ngữ (1923 -2005) là một nhà văn, nhà báo của ngành Quân đội nhân dân Việt Nam. Tác phẩm Chuyện như đùa (1988) của ông đã để lại trong lòng người đọc ấn tượng mạnh đến nỗi nó được coi như một thiên truyện Những người thích đùa của Việt Nam sau tác phẩm nổi tiếng thế giới của nhà văn Azit Nesin. Ông là cháu của họa sĩ Mai Trung Thứ
- Đoàn Chuẩn (1924 - 2001) nhạc sĩ
- Đồng Đức Bốn (1948 - 2006) là một nhà thơ Việt Nam
- Đỗ Nhuận (1922 - 1991) nhạc sĩ, Giải thưởng Hồ Chí Minh về văn học nghệ thuật đợt I (sinh tại Hải Dương, lớn lên tại Hải Phòng)
- Trần Chung (1927 - 2002) nhạc sĩ, Giải thưởng Nhà nước về văn học nghệ thuật đợt I (2001)
- Tô Vũ nhạc sĩ, nhà nghiên cứu âm nhạc, em ruột của nhạc sĩ Hoàng Quý
- Canh Thân (1920 - 1970), nhạc sĩ tiền chiến, thành viên của nhóm Đồng Vọng
- Ngô Thụy Miên nhạc sĩ
- Lê Đại Thanh nhà thơ, nguyên Ủy viên Ủy ban Hành chính Hải phòng năm 1945, cha của các nghệ sĩ Lê Mai, Lê Chức
- Lê Đại Chúc (1944 -) họa sĩ Việt Nam đương đại, em trai Lê Mai, anh trai Lê Chức
- Trần Hoàn nhạc sĩ, nguyên Giám đốc Sở Văn hoá Hải Phòng, sau là Bộ trưởng Bộ Văn hóa.
- Mai Trung Thứ (1906 - 1980) họa sĩ, nhà quay phim (định cư và qua đời ở Pháp)
- Trần Văn Cẩn (1910 - 1994) họa sĩ, Nhà giáo nhân dân, đồng tác giả mẫu thiết kế Quốc huy Việt Nam
- Phan Vũ (1926-2019) nhà thơ nổi tiếng người Hải Phòng với bài thơ Em ơi Hà Nội Phố.
- Phạm Văn Khoa (1913 - 1992) đạo diễn điện ảnh, Nghệ sĩ Nhân dân, đạo diễn của phim Chị Dậu (1980) và Làng Vũ Đại ngày ấy (1982)
- Vũ Ánh (1941-2014) cựu chủ bút Nhật báo Người Việt, sinh tại Kiến An, Hải Phòng. Trưởng thành và sống tại miền Nam Việt Nam trước 1975. Định cư và qua đời tại Hoa Kỳ
- Lưu Yên (1930-2013) họa sĩ người Hải Phòng sinh tại An Dương, Hải Phòng, nổi tiếng với nhiều tác phẩm tiêu biểu cho nền Mỹ thuật Việt Nam hiện đại
- Nguyễn Đình Nghi (1928 - 2001) đạo diễn sân khấu, Nghệ sĩ Nhân dân, con trai của nhà thơ Thế Lữ
- Bùi Ngọc Tấn (1934-2014) nhà văn nổi tiếng người Hải Phòng, sinh tại Thủy Nguyên, nổi tiếng với tập chuyện Chuyện kể năm 2000
- Đào Trọng Khánh (1940 -) đạo diễn phim tài liệu, Nghệ sĩ Nhân dân, Giải thưởng Nhà nước về văn học nghệ thuật (2007)
- Vũ Ngọc Quang (1940-2013) nhạc sĩ nổi tiếng dòng nhạc dân gian và hàn lâm, hội viên Hội Nghệ sĩ Sân khấu Việt Nam, là nhạc sĩ sáng tác và chỉ huy dàn nhạc Đoàn Ca Múa Hải Phòng
- Dư Thị Hoàn (1947 -) nhà thơ người Hải Phòng nổi tiếng cuối thập niên 80 hiện sinh sống tại Đà Lạt, chồng bà là thi sĩ Trịnh Hoài Giang, con trai cả của bà là nghệ sĩ guitar Trịnh Thi Giang
- Nguyễn Thụy Kha (1949 -) nhà thơ, nhà báo, nhạc sĩ người Hải Phòng, quê gốc ở Vĩnh Bảo, Hải Phòng
- Đoàn Lê (1943 - 2017), còn có bút danh Hạ Thảo, tên thật là Đoàn Thị Lê, là một nhà văn, họa sĩ, diễn viên, nhà biên kịch, đạo diễn người Việt Nam. Bà nguyên là Giám đốc Trung tâm Văn hóa nghệ thuật thành phố Hải Phòng
- Duy Thái (1954 -) nhạc sĩ, trưởng đoàn ca múa nhạc Hải Phòng, nổi tiếng đầu thập niên 90 với các ca khúc nhạc nhẹ như Lời của gió, Hãy đến với em, Tìm tên anh trên bờ cát,...
- Nguyễn Đình Tú (1974 -) nhà văn sinh tại Kiến An, được biết đến với nhiều tác phẩm văn học hiện thực, trong đó nổi tiếng với cuốn "Phiên bản" năm 2009 kể về cuộc đời trùm xã hội đen Dung Hà
- Trần Quang Đức (1985 -) là một tác giả và dịch giả Việt Nam, nổi tiếng với cuốn khảo cứu Ngàn năm áo mũ năm 2014

### Diễn viên, ca sĩ
- Ái Liên (1918 – 1991) ca sĩ, diễn viên, nghệ sĩ cải lương tài danh, mẹ của ca sĩ Ái Vân, được phong tặng Nghệ sĩ Nhân dân năm 1997
- Trần Khánh (1931 - 1981) ca sĩ, Nghệ sĩ Nhân dân (Nghệ sĩ nhân dân)
- Lê Mai (1938 -) diễn viên điện ảnh, truyền hình, Nghệ sĩ ưu tú, con của nhà thơ Lê Đại Thanh, vợ của NSND Trần Tiến
- Bùi Quang Thái (1937 - 2019) diễn viên điện ảnh, sân khấu, nghệ sĩ ưu tú nổi tiếng với vai diễn Tư Chung - ông trùm tình báo trong Biệt động Sài Gòn, đây là một trong những vai diễn điện ảnh tiêu biểu của nghệ sĩ Quang Thái trong mấy chục năm sự nghiệp.
- Trần Quang Tứ (1926 - 2020) là một tài tử điện ảnh người Hải Phòng, nổi tiếng với vai chính trong bộ phim Kiếp hoa, được xem là bộ phim tiên phong của điện ảnh Việt Nam.
- Châu Hà (1935 - 2021) là một nữ ca sĩ tiền chiến trước năm 1975, nổi tiếng với các ca khúc của nhạc sĩ Văn Phụng. Ngoài ra, bà còn được biết đến như là vợ của nhạc sĩ tiền chiến này
- Phạm Thị Ngà (1931 – 2015) nổi tiếng với nghệ danh Mộc Lan, là một nữ ca sĩ nhạc tiền chiến người Hải Phòng. Bà cùng với nhạc sĩ Châu Kỳ từng là đôi song ca nổi tiếng trong làng âm nhạc trước năm 1975.
- Ánh Tuyết (1935 - 2017) ca sĩ người Hải Phòng tên thật Hoàng Bạch Tuyết, được xem là giọng ca nổi tiếng nhất trên đài phát thanh đất Cảng thập niên 1950, thành viên ban nhạc Lửa Hồng Hải Phòng
- Thúy Nga (1936 - 2010) ca sĩ kiêm nhạc công accordion người Hải Phòng nổi tiếng trước năm 1975, bà cũng được biết đến là vợ của nhạc sĩ Hoàng Thi Thơ
- Lệ Thu (1943 - 2021) ca sĩ nổi tiếng thập niên 70 tại miền nam Việt Nam
- Giang Tử (1944–2014) là một ca sĩ Việt Nam nổi tiếng từ trước năm 1975. Khi còn sống, Giang Tử từng chia sẻ, hai người quan trọng ảnh hưởng đến sự nghiệp ca hát của ông là nhạc sĩ Y Vân và ca sĩ Duy Trác.
- Thẩm Thúy Hằng (1940 - 2022) diễn viên điện ảnh, Nghệ sĩ ưu tú, được xem là ngôi sao sáng nhất của nền điện ảnh thương mại Việt Nam thế kỷ 20
- Robert Hải (1940 - 2000) ông tên thật là Trần Hữu Hải, diễn viên điện ảnh người Hải Phòng nổi tiếng với nhiều vai diễn phản diện trong thập niên 80 và đầu thập niên 90. Ông qua đời tại Sài Gòn năm 2000.
- Trà Giang (1942 -) diễn viên điện ảnh, Nghệ sĩ Nhân dân (quê gốc Quảng Ngãi, sống và học tập trong những năm niên thiếu ở Hải Phòng)
- Ngọc Sơn (1968 -) ca sĩ (quê gốc Quảng Nam, sinh tại Đồ Sơn), nổi tiếng đầu thập niên 90 với tên gọi "Ông hoàng nhạc sến" cùng các ca khúc tự sáng tác như "Lòng mẹ", "Vầng trăng cô đơn"
- Quang Lý (1960 - 2016) ca sĩ, Nghệ sĩ ưu tú (Nghệ sĩ ưu tú), giảng viên Nhạc viện Thành phố Hồ Chí Minh,sinh tại Thái Lan, lớn lên tại Hải Phòng
- Quỳnh Liên (1960 -) ca sĩ, Nghệ sĩ ưu tú, nổi tiếng trong thập niên 70 và 80 với tên gọi "Chim sơn ca Đất Cảng". Bà từng là nghệ sĩ - chiến sĩ của đoàn nghệ thuật Công an vũ trang (nay là Bộ đội biên phòng). Bà hiện định cư cùng gia đình tại Sài Gòn từ năm 1991.
- Diệu Thuần (1957 -) diễn viên, nghệ sĩ ưu tú sinh tại Cát Hải, Hải Phòng, từng đoạt giải Nữ diễn viên xuất sắc nhất LHP Việt Nam lần thứ 6 năm 1986 cho phim "Ngày ấy bên sông Lam". Bà nổi tiếng với các vai phụ nữ đôn hậu, đức hạnh, đằm thắm, dịu dàng. Bà định cư tại Hà Nội.
- Tố Uyên (1963 -) ca sĩ thuộc dòng nhạc truyền thống và dân gian, nghệ sĩ ưu tú, sinh tại An Lão, Hải Phòng từng công tác tài Đoàn văn công Quân khu III, nổi tiếng năm 1985 khi xuất sắc giành giải nhất tại Cuộc thi đơn ca toàn quốc với bài hát văn "Vịnh Hương Sơn". Hiện chị công tác tại nhà hát ca múa nhạc Việt Nam ở Hà Nội.
- Dương Liễu (1963 -) ca sĩ thuộc Đoàn ca múa nhạc Hải Phòng, từng công tác tại Xí nghiệp Liên Hiệp Thủy Sản Hải Phòng, nổi tiếng khi thể hiện thành công nhiều ca khúc viết về thành phố Hải Phòng như Về lại Hải Phòng, Một chiều Hải Phòng, Hải Phòng tuổi thơ tôi trong thập niên 90. Hiện chị sống và hoạt động tại Hải Phòng.
- Lệ Thu tên thật Quản Hoài Thu sinh năm 1954 tại Hải Phòng. Bà là diễn viên nổi tiếng trong thập niên 90 với các vai phụ nữ cay độc, chua ngoa, đanh đá. Vai diễn của bà trong Những ngọn nến trong đêm được khán giả nhớ đến nhiều nhất. Bà được phong tặng Nghệ sĩ ưu tú cùng chồng là NSƯT Trần Tường. Bà hiện sống tại ngõ Đồng Bún, Lê Chân, Hải Phòng.
- Thiệu Ánh Dương (1970 -) diễn viên điện ảnh nổi tiếng đầu thập niên 90 với dòng phim nghệ thuật với các vai trong các phim Lưỡi dao, Những nẻo đường phù sa
- Phạm Lâm Phương (1969 -) ca sĩ thuộc Đoàn ca múa nhạc Hải Phòng, nổi tiếng từ cuộc thi Sao Mai - Tiếng hát truyền hình toàn quốc năm 1997, cô đạt giải nhì với bài Chảy đi sông ơi của nhạc sĩ Phó Đức Phương.
- Nguyễn Quang Minh (1971 -) ca sĩ thuộc dòng nhạc trữ tình, bolero, anh từng đoạt giải ba Tình Bolero hoan ca năm 2017, anh trai ca sĩ Thu Phương
- Phạm Cường (1965 -) diễn viên điện ảnh và truyền hình nổi tiếng người Hải Phòng, đạo diễn, Nghệ sĩ ưu tú, giám đốc Nhà hát kịch Quân đội, chồng của diễn viên NSƯT Thu Quế. Sinh tại Kiến Thụy, Hải Phòng, đoạt một giải Cánh diều Vàng 2010
- Phạm Hồng Minh (1972 -) nam diễn viên nổi tiếng với vai diễn kĩ sư Lê Hoàng trong bộ phim Kẻ không cầu may của đạo diên Bạch Diệp năm 2000
- Phạm Minh Nguyệt (1976 -) diễn viên người Hải Phòng nổi tiếng với vai Biển trong phim Sóng ở đáy sông năm 2000 và nhiều phim truyền hình khác.
- Trần Thị Hoàng Mai (1976 -) diễn viên chèo nổi tiếng thuộc Đoàn Chèo Hải Phòng, đoạt giải ba tài năng Liên hoan sân khấu chèo toàn quốc năm 2005, hiện là giám đốc Sở văn hóa và thể thao thành phố Hải Phòng, ngoài diễn chèo Hoàng Mai còn tham gia một số phim truyền hình trong thập niên 2000
- Quang Thắng (1968 -) diễn viên hài, thuộc Đoàn kịch nói Hải Phòng, nổi tiếng với nhiều vai diễn trên chương trình Gặp nhau cuối tuần và các chương trình hài của VTV
- Thu Phương (1972 -) ca sĩ nổi tiếng người Hải Phòng sinh tại Kiến An, Hải Phòng, định cư tại Hoa Kỳ. Được xem là một trong những giọng ca tiêu biểu nổi tiếng nhất của nhạc nhẹ Việt Nam thập niên 90.(Sự nghiệp, thành tựu và cống hiến của ca sĩ Thu Phương xem bài chi tiết tại đây Sự nghiệp ca hát và thành tựu của Thu Phương)
- Fan Yang (1962 -) nghệ sĩ tạo hình bong bóng giữ 19 kỷ lục Guinness thế giới (sinh ra tại quê mẹ ở Hải Phòng)
- Phương Anh (1982 -) ca sĩ nổi tiếng từ chương trình Sao mai điểm hẹn 2004, top 5 với danh hiệu Á quân, thuộc biên chế của Đoàn nghệ thuật quân chủng Hải quân (Hải Phòng)
- Duy Mạnh (1975 -) ca sĩ người Hải Phòng thuộc dòng nhạc trẻ hiện sinh sống tại Sài Gòn, nổi tiếng năm 2005 với cd đầu tay
- Nguyễn Minh Hương (1982 -) diễn viên người Hải Phòng sinh tại Kiến An nổi tiếng với vai diễn bác sĩ Đặng Thùy Trâm trong phim điện ảnh Đừng đốt của đạo diễn Đặng Nhật Minh năm 2009, giành giải thưởng Nữ diễn viên xuất sắc nhất Liên hoan phim Việt Nam lần thứ 16 và giải Cánh diều Vàng năm 2010
- Ốc Thanh Vân (1984 -) diễn viên nổi tiếng từ các phim truyền hình sitcom, hoạt động tại Sài Gòn, sinh ra ở Hải Phòng
- Đồng Thanh Bình (1983 -) diễn viên sinh tại Cát Bà được biết đến với các vai trong Lập trình cho trái tim, Quỳnh búp bê
- Ngô Tiến Dũng (1984 -) ca sĩ thuộc dòng nhạc trẻ, nổi tiếng khi tham gia ban nhạc The Men
- Lưu Việt Hùng (1983 -) nam ca sĩ thuộc dòng nhạc trẻ, đạt giải Nhì cuộc thi Tìm kiếm ngôi sao Close-Up toàn quốc năm 2002, cựu thành viên nhóm tam ca nam Giao Thời, nổi tiếng với album "Chuyện tình Hoàng tử đại dương" năm 2005, định cư tại Hoa Kỳ.
- Nhung Kate tên thật Dương Hồng Nhung (1989 -) diễn viên điện ảnh tốt nghiệp Trường Đại học Sân khấu và Điện ảnh Hà Nội, đoạt giải thưởng Giải Nhất cuộc thi Diễn viên Điện ảnh Truyền hình Việt Nam lần thứ nhất và có vai diễn đầu tay là Thảo trong phim Bà nội không ăn pizza năm 2010
- Nguyễn Huy Quyết (1989 -) ca sĩ đoạt Giải ba Sao Mai Tiếng hát truyền hình toàn quốc năm 2011
- Bùi Minh Hạnh (2003 -) ca sĩ đoạt giải Nhất cuộc thi Đồ Rê Mí 2011
- Lưu Hiền Trinh (1991 -) ca sĩ đoạt giải Nhất cuộc thi Tiếng hát truyền hình TP.HCM 2012, cựu trưởng nhóm nhạc nữ S-Girls
- Vũ Song Vũ (1999 -) ca sĩ đoạt giải Ba chương trình Vietnam's Got Talent 2012
- Phạm Thu Hà (1982 -) ca sĩ người Hải Phòng theo dòng nhạc bán cổ điển, đoạt một giải Cống hiến năm 2013
- Phạm Thị Ngọc Anh (1993 -) diễn viên múa, đoạt giải tư cuộc thi Thử thách cùng bước nhảy - So you think you can dance 2013, cựu vận động viên Dance Sport Hải Phòng
- Nguyễn Hoàng Anh (2003 -) ca sĩ đoạt Á quân cuộc thi Giọng hát Việt nhí 2014
- Hà Minh Tiến (1990 -) ca sĩ được biết đến khi đoạt Giải nhất Sao Mai điểm hẹn 2014, thành viên ban nhạc Kính Cận Band
- Phạm Đức Tiến (1996 -) diễn viên múa, đoạt Á Quân cuộc thi Thử thách cùng bước nhảy - So you think you can dance 2015, hiện là giảng viên của Urban Dance Group (UDG) Việt Nam
- The Wings Band (1993,1995 -) nhóm nhạc nổi tiếng khi đạt Á quân cuộc thi Nhân tố bí ẩn mùa 2 năm 2016
- Đỗ Thị Hoài Ngọc (2006 -) ca sĩ được biết đến khi giành Á quân cuộc thi Giọng hát Việt nhí năm 2017
- Vũ Thị Thanh Thanh (1996 -) ca sĩ dòng nhạc thính phòng Opera, được biết đến khi đoạt giải Nhì Sao Mai Tiếng hát truyền hình toàn quốc 2017
- Phạm Linh Phương (2005-) ca sĩ đoạt giải ba cuộc thi Thần tượng tương lai 2017
- Đoàn Khánh Linh (2005 -) ca sĩ được biết đến khi giành Quán quân cuộc thi Tuyệt đỉnh song ca nhí 2018
- Phan Thanh Nhàn (1997 -) ca sĩ thuộc nhóm nhạc Lộn Xộn, giành Quán quân đồng đội cuộc thi Bài hát hay nhất năm 2018, cựu học sinh Trường trung học phổ thông năng khiếu Trần Phú, Hải Phòng
- Nguyễn Minh Trang (1995 -) diễn viên được biết đến nhiều nhất với vai nữ chính trong các phim truyền hình dài tập Tình khúc bạch dương, Chọc tức vợ yêu năm 2018, cô tốt nghiệp Trường Đại học Sân khấu và Điện ảnh Hà Nội
- Đào Bình Nhi (1994 -) ca sĩ với giọng hát nội lực và ngoại hình đặc biệt được biết đến khi tham gia Giọng hát Việt 2018, top Honda BeU miền bắc 2014
- Hoàng Đức Thịnh (1991 -) ca sĩ tự do, được biết đến khi đạt Quán quân Giọng hát Việt năm 2019, cựu sinh viên Đại học Hàng hải Việt Nam
- PewPew tên thật Hoàng Văn Khoa (1991 -) một vlogger, youtuber và bình luận viên trò chơi trực tuyến nổi tiếng đến từ Kiến An, Hải Phòng
- Phi Huyền Trang (1988 -) diễn viên hài, nổi tiếng với vai nữ chính "Thánh nữ Mì Gõ" trong series phim hài "Ghiền Mì Gõ" năm 2015-2019, cựu sinh viên khoa Du lịch văn hóa tại trường Đại học Hải Phòng
- ICD tên thật Phạm Ngọc Huy (1996 -) ca sĩ nhạc rap người Hải Phòng, nổi tiếng khi giành Quán quân cuộc thi King of Rap năm 2020, thành viên tổ chức rap 7 Lồng Đèn Hải Phòng

### Nhạc công, ban nhạc
- Lưu Quang Minh (1950 -) PGS, NSƯT, nhạc công Accordion, nguyên là chủ nhiệm khoa Accordion- Guitar - Jazz, và Phó giám đốc Học viện Âm nhạc Quốc gia Việt Nam. Là một giáo sư đầu ngành,anh đã tham gia biểu diễn và đào tạo nhiều thế hệ nghệ sỹ Accordion và nhạc Jazz tài năng cho đất nước.
- Trần Tuấn Hùng (1974 -) nhạc công guitar, đồng sáng lập ban nhạc rock Bức Tường
- Lưu Quang Minh (1985 -) nhạc trưởng, sáng lập dàn nhạc giao hưởng Maius Philharmonic
- Trịnh Thy San (1999 -) nhạc công guitar người Hải Phòng, đoạt Á Quân Ban nhạc Việt 2017 và Quán quân “Tài năng trẻ guitar điện trực tuyến Yamaha 2018", thành viên ban nhạc Jazz Glory
- Trịnh Lam Sa (2005 -) nhạc công guitar người Hải Phòng, đoạt Quán quân “Tài năng trẻ guitar điện trực tuyến Yamaha 2018", thành viên ban nhạc Gà Con Hải Phòng
- Đỗ Bá Lý (1935 – 2017) là một nghệ sĩ đường phố quê gốc Quảng Ninh , chơi đàn Violin ở Hải Phòng

### Đạo diễn, huấn luyện viên
- Lê Chức (1947 -) NSƯT Phó Chủ tịch Hội Nghệ sĩ sân khấu Việt Nam, đạo diễn sân khấu, từng nhiều năm gắn bó với Đoàn kịch nói Hải Phòng, em trai Lê Mai
- Văn Lượng (1957 -) đạo diễn, nghệ sĩ ưu tú. Ông được biết đến nhiều qua các bộ phim truyền hình "Mụ Lẫm", "Con Vá", "Nước mắt của biển" (12 tập), "Chuyện tình đảo Cát" (12 tập), " Con mắt bão" (20 tập).
- Vũ Văn Tư (1938 - 2015) là một danh thủ bóng đá của đội Câu lạc bộ bóng đá Hải Phòng. Ông là huấn luyện viên của đội Công Nhân Quảng Nam - Đà Nẵng và là huấn luyện viên dẫn dắt đội tuyển Việt Nam tham dự SEA Games 16.
- Nguyễn Sỹ Hiển (1944 -) là một danh thủ bóng đá,ông được bổ nhiệm là huấn luyện viên trưởng của Đội tuyển bóng đá quốc gia Việt Nam năm 1991.
- Quang Huy (1980 -) nhạc sĩ, nhà sản xuất thu âm, đạo diễn phim người Việt Nam và là người sáng lập công ty giải trí Wepro, sinh ra trong một gia đình làm nghệ thuật ở thành phố Hải Phòng, lớn lên và thành danh khi chuyển vào Sài Gòn.
- Đinh Hồng Sơn được biết đến là một nữ huấn luyện viên người Hải Phòng đào tạo người mẫu và thí sinh tham gia các cuộc thi sắc đẹp (hoa hậu) hàng đầu tại Việt Nam
- Vũ Tuyết Oanh (1968 -), kiện tướng TDDC, từng huấn luyện đội tuyển sport aerobic VN giành thành tích cao trong khu vực và thế giới. Hiện là Trưởng phòng Thể thao thành tích cao Trung tâm TDTT Hải Phòng.
- Nguyễn Thị Thanh Thúy (1970 -) HLV trưởng đội tuyển thể dục dụng cụ (TDDC) quốc gia, thành tích huấn luyện HCĐ Thể dục dụng cụ Thế giới 2011.
- Nguyễn Đức Cảnh (1965 -) HLV thủ môn bóng đá, từng được bổ nhiệm là huấn luyện viên thủ môn Đội tuyển bóng đá U-23 quốc gia Việt Nam, thành tích huấn luyện thế hệ vàng thủ môn Việt Nam như Đặng Văn Lâm, Bùi Tiến Dũng và Nguyễn Văn Toản.
- Trần Đắc (1928 – 1995) đạo diễn điện ảnh, nghệ sĩ nhân dân, nổi tiếng với các tác phẩm Sao tháng Tám, Bài ca ra trận.

### Thương gia, doanh nhân, nhà kỹ nghệ
- Đoàn Đức Ban (Vạn Vân) (? - 1945) doanh nhân, người sáng lập ra hãng (thương hiệu) nước mắm Vạn Vân (Cát Hải)
- Bạch Thái Bưởi (1874 - 1932) doanh nhân, vua tàu thủy, hoạt động thương mại và qua đời tại Hải Phòng
- Nguyễn Sơn Hà (1894 - 1980) doanh nhân, nhà kỹ nghệ sơn (quê gốc Sơn Tây)
- Đặng Thành Tâm (1964 -) doanh nhân (cựu sinh viên Đại học Hàng hải Việt Nam)
- Bùi Xuân Hải (1943 -) doanh nhân đồ cổ, sinh ra ở Hưng Yên, nhưng nhiều năm gắn liền với Hải Phòng
- Đặng Thị Hoàng Yến (1959 -) là một cựu doanh nhân người Hải Phòng hiện đang ở Hoa Kỳ, chị gái ông Đặng Thành Tâm.
- Đỗ Hữu Hạ (1955 -) doanh nhân, chủ tịch tập đoàn BĐS Hoàng Huy, top 10 người giàu nhất sàn chứng khoán Việt Nam

### Vận động viên thể thao
- Nguyễn Thị Nga VĐV thể dục dụng cụ, HCV đầu tiên của TDDC Việt Nam tại một kỳ SEA Games (1997)
- Phan Thị Hà Thanh (1991 -) VĐV thể dục dụng cụ, HCĐ giải vô địch TDDC thế giới (2011)
- Bùi Thị Nhung (1983 -) VĐV nhảy cao vô địch châu Á năm 2003, HCV châu Á đầu tiên của điền kinh Việt Nam
- Vũ Thị Nguyệt Ánh (1984 -) VĐV karatedo, HCV Asian Games năm 2006 tại Doha và 5 HCV qua các kỳ SEA Games
- Phạm Cao Sơn (1968 -) VĐV bắn súng, là một trong 4 xạ thủ bắn súng xuất sắc nhất Việt Nam
- Nguyễn Hữu Việt (1988 - 2022) VĐV bơi lội, HCV đầu tiên của bơi lội Việt Nam tại SEA Games (2005) kể từ SEAP Games 1959
- Trần Thị Thu Hà & Vũ Bá Đông (1989 -) VĐV aerobic, HCV đầu tiên của Việt Nam tại Đại hội Thể thao thế giới 2013
- Lê Thanh Thúy (1995 -) danh hiệu Miss volley ball và Phụ công xuất sắc nhất VTV Cup 2014 & 2016
- Nguyễn Văn Toản (1999 -) thủ môn bóng đá, giành HCV đồng đội môn Bóng đá nam đầu tiên tại một kỳ SEA Games (2019) kể từ SEAP Games 1959
- Trần Đức Chiến (1999 -) biệt danh ADC, tuyển thủ người Việt Nam, vận động viên thể thao điện tử chuyên nghiệp bộ môn Liên Quân, giành hai chức vô địch thế giới AIC 2019 và AWC 2019

### Phát thanh viên, MC, dẫn chương trình
- Tuyết Mai (1925 - 2022) phát thanh viên nổi tiếng của Đài Tiếng nói Việt Nam, được phong tặng danh hiệu Nghệ sĩ nhân dân năm 1993, sinh tại đảo Cát Hải, Hải Phòng
- Thùy Dương (1982 -) MC nổi tiếng của các chương trình đại nhạc hội của Trung tâm Asia tại Hải Ngoại, sinh tại Hải Phòng, lớn lên tại Hoa Kỳ
- Thùy Minh (1983 -) MC, VJ, người viết kịch bản và sách nổi tiếng, cựu học sinh chuyên văn của Trường trung học phổ thông năng khiếu Trần Phú, Hải Phòng, cựu phóng viên của tờ Hoa Học Trò, tác giả của các format truyền hình như IME (VTV6), Ghế Đỏ (YANTV) hay serie Những kẻ lắm lời.
- Trần Thu Hương (1985 -) MC, biên tập viên các chương trình của Đài phát thanh và truyền hình Hải Phòng. Năm 2007, cô giành Cúp vàng trong cuộc thi Duyên dáng truyền hình Toàn Quốc. Cô cũng nhận giải Ứng xử hay nhất.
- Nguyễn Thị Hồng Nhung (1982 -) MC, biên tập viên các chương trình của Đài phát thanh và truyền hình Hải Phòng. Năm 2008, cô đạt giải Nhì trong cuộc thi Duyên dáng truyền hình Toàn Quốc. Cô cũng nhận giải Trang phục áo dài đẹp nhất.

### Người đẹp Hải Phòng[a]
- Vũ Thị Minh Thư (danh hiệu Hoa hậu cuộc thi Hoa hậu hội trợ giải trí Sài Gòn 1957)
- Vũ Thị Minh Tâm (danh hiệu Á hậu cuộc thi Hoa hậu hội trợ giải trí Sài Gòn 1957)
- Nguyễn Thị Kim Oanh (danh hiệu Hoa khôi Thể thao Việt Nam 1993), em gái ca sĩ Thu Phương
- Vũ Thu Sang (danh hiệu người có khuôn mặt đẹp nhất cuộc thi Hoa hậu Việt Nam 1994)
- Vũ Minh Thuý (danh hiệu Á hậu cuộc thi Hoa hậu Việt Nam 1996)
- Phạm Phương Bắc (danh hiệu Á khôi 1 cuộc thi Hoa khôi Thể thao Việt Nam 1997)
- Hoàng Nhật Mai (danh hiệu Hoa hậu biển Việt Nam lần I/1999)
- Nguyễn Thu Huyền (danh hiệu Hoa hậu Hữu nghị ASEAN 1999, Hoa khôi Hải Phòng 1999)
- Nguyễn Ngọc Oanh (danh hiệu Á hậu cuộc thi Hoa hậu Việt Nam 2000)
- Dương Yến Ngọc (danh hiệu Á hậu cuộc thi Hoa hậu phụ nữ Việt Nam qua ảnh năm 2000)
- Nguyễn Thị Kim Phượng (danh hiệu Á khôi 1 cuộc thi Hoa hậu Báo Tiền Phong năm 2000)
- Nguyễn Thị Huyền Chi (danh hiệu Hoa khôi Hải Phòng 2000)
- Hoàng Ngọc Trang (danh hiệu Người đẹp Việt Trung 2001)
- Trần Diệu Thúy (danh hiệu Á khôi cuộc thi Nữ sinh Thanh lịch 2001, Hoa hậu Biển Hải Phòng 2002)
- Phạm Thị Mai Phương (danh hiệu Hoa hậu Việt Nam 2002, Top 20 Hoa hậu Thế giới 2002)
- Lê Minh Phượng (danh hiệu Á hậu cuộc thi Hoa hậu phụ nữ Việt Nam qua ảnh 2003)
- Lê Văn Mỹ (Giải vàng Siêu mẫu Việt Nam 2003)
- Nguyễn Thị Hồng Vân (danh hiệu Hoa khôi Người đẹp Hà Nội 2003)
- Nguyễn Thị Huyền (danh hiệu Hoa hậu Việt Nam 2004, Top 15 Hoa hậu Thế giới 2004)
- Nguyễn Thị Ngọc Anh (danh hiệu người có đôi mắt đẹp nhất cuộc thi Hoa hậu Việt Nam 2006, Hoa hậu Hải Phòng 2006)
- Nguyễn Thu Nga (danh hiệu Á hậu Hoa hậu Biển Việt Nam, Á hậu cuộc thi Hoa hậu Hải Phòng 2006)
- Trần Thị Quỳnh (danh hiệu Hoa khôi Thể thao Việt Nam 2007)
- Nguyễn Thị Phương Thảo (danh hiệu Á hậu cuộc thi Hoa hậu biển Việt Nam 2007)
- Lưu Thị Vân Anh (danh hiệu Hoa hậu trang sức Việt Nam 2007)
- Phùng Hồng Mây (danh hiệu Hoa khôi khối các trường thuộc Đại học Quốc gia Hà Nội 2008)
- Nguyễn Quang Thịnh (danh hiệu Siêu mẫu ăn ảnh cuộc thi Siêu mẫu Việt Nam 2008, giải Người mẫu triển vọng năm 2008, giải 4 Manhunt Vietnam 2006 và giải nhì Thí sinh được yêu thích nhất Manhunt International 2008)
- Lê Kiên Định (Giải đồng Siêu mẫu Việt Nam 2008, giải bạc Siêu mẫu Việt Nam 2011)
- Hoàng Gia Ngọc (Giải bạc Siêu mẫu Việt Nam 2010)
- Vũ Mạnh Hiệp (Giải vàng Siêu mẫu Việt Nam 2011)
- Vương Thu Phương (Giải vàng Siêu mẫu Việt Nam 2011)
- Phạm Hạ Vi (danh hiệu Hoa học trò Icon phong cách 2010 và Người đẹp tài năng Hoa hậu ảnh tạp chí Thế giới Phụ nữ 2010)
- Phạm Thị Thanh Tuyền (danh hiệu Á hậu cuộc thi Hoa hậu các dân tộc Việt Nam 2011)
- Mai Thị Giang (Quán quân Vietnam's Next Top Model 2012, cúp Người Mẫu Châu Á 2018)
- Lại Thị Thanh Hương (đoạt giải Siêu mẫu phong cách trong cuộc thi Elite model look 2014 và giải Best Catwalk)
- Nguyễn Thị Ngọc Vân (danh hiệu Á khôi người đẹp Hạ Long 2014 và Top 8 Hoa hậu các quốc gia 2015)
- Phạm Thị Khánh Linh (danh hiệu Á khôi 2 Nữ sinh Việt Nam duyên dáng toàn quốc 2014)
- Phạm Thị Hương (danh hiệu Hoa hậu Hoàn vũ Việt Nam 2015, top 8 Vietnam's Next Top Model 2010)
- Nguyễn Trọng Quân (danh hiệu Siêu mẫu triển vọng châu Á 2015 tại Seoul - Hàn Quốc)
- Trần Thị Kim Chi (top 10 Hoa hậu Hoàn vũ Việt Nam 2015, top 9 Gương mặt thương hiệu 2016, đại diện Việt Nam tại Top Model of the World tại Ai Cập 2016)
- Trần Thị Thu Ngân (danh hiệu Hoa hậu Bản sắc Việt Toàn cầu 2016)
- Ngô Thị Mai Phương (danh hiệu Á khôi cuộc thi Hoa khôi nữ sinh duyên dáng toàn quốc 2016)
- Hoàng Thu Thảo (danh hiệu Nữ hoàng sắc đẹp toàn cầu 2017)
- Vũ Hương Giang (danh hiệu Hoa khôi phụ nữ Việt Nam qua ảnh 2017)
- Nguyễn Lê Khánh Linh (danh hiệu Công chúa phong cách thời trang quốc tế 2017)
- Lưu Vũ Hương Giang (danh hiệu Hoa hậu nhí Junior Miss & Mr Sea Star 2017)
- Hoàng Thị Hương (danh hiệu Hoa khôi Doanh Nhân Việt Nam 2017)
- Trịnh Văn Bảo (danh hiệu Nam Vương Quốc tế Mr International 2018)
- Nguyễn Diệu Linh (danh hiệu Hoa hậu Du lịch toàn cầu 2018)
- Nguyễn Ngọc Trang Anh (danh hiệu Hoa hậu nhí châu Á Thái Bình Dương - Little Miss Asia Pacific 2018)
- Đào Nguyễn Hồng Lam (danh hiệu Hoa hậu nhí Á Âu - Little Miss Eurasia 2018)
- Phạm Diễm My (danh hiệu Mini Miss World Tourism 2018)
- Nguyễn Ngọc Bảo Anh (danh hiệu Hoa hậu Hoàn vũ nhí thế giới năm 2019)
- Lê Hữu Đạt (danh hiệu Á quân 2 Mister Việt Nam 2019)
- Phùng Thị Thu Thảo (danh hiệu Hoa khôi đại sứ môi trường Hải Phòng 2019)
- Amy Nguyễn Ngọc Thảo (danh hiệu Hoa hậu di sản quốc tế Pháp Miss Heritage International France 2019)
- Trần Hoài Thu (danh hiệu Hoa hậu Sắc đẹp Hoàn Vũ 2020)
- Nguyễn Thị Vinh (danh hiệu Á khôi cuộc thi Miss Vietnam Photo Model 2021)
- Trần Tuyết Mai (danh hiệu Á hậu 1 cuộc thi Hoa hậu Du lịch Việt Nam Toàn cầu 2021)
- Phạm Thùy Trang (top 20 Hoa hậu Thế giới Việt Nam 2022)
- Lê Thị Hương Ly (danh hiệu Á hậu 1 cuộc thi Hoa hậu Hoàn cầu Việt Nam 2022, Á hậu 2 Hoa hậu Du lịch Thế giới 2022)
- Mai Thị Hà Thu (top 20 Hoa hậu Thế giới Việt Nam 2023)

### Bất đồng chính kiến, xã hội đen, tội phạm
- Điếu Cày (1952 -) một blogger, người bất đồng chính kiến người Hải Phòng, đã bị nhà nước truy tố tội trốn lậu thuế và tội "phổ biến thông tin cùng các tài liệu chống nhà nước". Việc giam tù ông đã bị nhiều Tổ chức Nhân quyền quốc tế phản đối, và tổ chức Ân xá Quốc tế coi ông là một tù nhân lương tâm. Từ tháng 10 năm 2014, ông sống và hoạt động tại Hoa Kỳ.
- Dung Hà (1965 - 2000), là một trùm xã hội đen ở Việt Nam, sinh ra và lớn lên tại phố Trạng Trình, Hải Phòng. Từ một dân giang hồ vặt trên hè phố, Dung Hà đã từng đạt địa vị cao trong giới xã hội đen Việt Nam ở đất Cảng Hải Phòng. Vào rạng sáng ngày 2 tháng 10 năm 2000, Hải 'bánh' theo lệnh của trùm xã hội đen Năm Cam đã chỉ đạo Hưng 'phi nhon' bắn chết Dung 'Hà' ngay trên đường Bùi Thị Xuân tại Thành phố Hồ Chí Minh. Sự kiện này đã khởi đầu chuyên án Z5.01 - chuyên án điều tra hoạt động phạm tội của Năm Cam. Cuộc đời của Dung 'Hà' được lấy làm cảm hứng cho phim Hương Ga của đạo diễn Ngô Quốc Cường công chiếu năm 2014
- Đoàn Văn Vươn (1963 -) một nông dân Hải Phòng nổi tiếng khi là nhân vật chính trong vụ xung đột đất đai hay còn gọi là Vụ cưỡng chế đất ở Tiên Lãng năm 2012, ông bị kết án 5 năm tù vì hành vi chống người thi hành công vụ và cố ý gây thương tích, năm 2015 sau 3 năm ông được mãn hạn tù và trở về quê hương đòi lại công lý cho mình. Hiện tại, Đoàn Văn Vươn đã trở lại cuộc sống bình thường trên mảnh đất của cha ông và ông cũng mở thêm cửa hàng hải sản Vườn Biển ở Hải Phòng và Hà Nội.
- Phạm Thanh Nghiên (1977 -) một blogger, người bất đồng chính kiến người Hải Phòng, đã bị nhà nước truy tố tội "phổ biến thông tin cùng các tài liệu chống nhà nước". Cô bị án tù 4 năm vì biểu tình chống Trung Quốc và giúp đỡ bà con ngư dân bị Trung Quốc bắn giết ở Biển Đông. Cô lấy chồng là Huỳnh Anh Tú, một cựu tù chính trị tại Sài Gòn.
- Nguyễn Đức Nghĩa (1984 - 2014) một tử tù người Hải Phòng, sinh ra và lớn lên tại Kiến An, Hải Phòng, nổi tiếng khi là hung thủ chính trong "Vụ kỳ án Xác chết không đầu" năm 2010, Nghĩa bị xử tử hình bằng cách tiêm thuốc độc năm 2014, bố Nghĩa đã mất vì tai nạn giao thông, hiện mẹ Nghĩa sống với chị gái Nghĩa tại Hà Nội cùng người con trai của Nghĩa có được nhờ thụ tinh nhân tạo.
- Nguyễn Mạnh Dũng (1981 -) một cựu thủ môn bóng đá người Hải Phòng, nổi tiếng khi bị liên đoàn bóng đá cấm thi đấu vĩnh viễn năm 2014 và nhận án tù treo 27 tháng vì cá độ bóng đá và bán độ năm 2014. Mạnh Dũng hiện sinh sống cùng vợ con tại Hải Phòng sau nhiều năm kinh doanh tại Sài Gòn.
- Vũ Hoàng Anh Ngọc (1994 -) một nữ tội phạm người Hải Phòng, nổi tiếng khi là mắt xích quan trọng nhất trong vụ án ma túy năm 2017 hay Chuyên án 516E, được đánh giá là vụ án ma túy lớn nhất Việt Nam từ trước đến nay. Anh Ngọc (nick name Ngọc Miu) nhận bản án cuối cùng 16 năm tù giam đã có xem xét tình tiết giảm nhẹ.
- Dương Tự Trọng (1962 -) cựu phó giám đốc Công An TP Hải Phòng, nổi tiếng năm 2012 khi ông Trọng đã tổ chức vụ bỏ trốn ra nước ngoài nhằm giúp anh trai của mình là ông Dương Chí Dũng, cựu cục trưởng Cục Hàng Hải (đã bị tuyên án tử hình) thoát tội. Năm 2014, ông Trọng bị TANDTC tuyên án 16 năm tù vì tội "tổ chức cho người khác trốn đi nước ngoài". Ông còn lĩnh thêm 15 tháng tù vì tội "Lợi dụng chức vụ quyền hạn trong khi thi hành công vụ". Tháng 2 năm 2021, do cải tạo tốt ông Trọng đã được ân xá sau 8 năm, ông hiện sống cùng mẹ, vợ và các con tại căn nhà ở quận Dương Kinh, Hải Phòng.
- Vũ Huy Hoàng (1953 -) cựu Bộ trưởng bộ Công thương sinh tại An Lão, bị truy tố vì tội "vi phạm quy định về quản lý, sử dụng tài sản nhà nước gây thất thoát, lãng phí" sau khi xác định ông Hoàng giữ vai trò chính về những sai phạm tại khu đất số 2-4-6 Hai Bà Trưng, Quận 1, TPHCM. Ông bị tòa tuyên phạt 11 năm tù giam. Trước đó ông Hoàng đã bị kỷ luật trong quá trình tại chức tại Bộ Công Thương.

## Chú giải
1. ↑  Trước năm 1975, tại Sài Gòn, chính quyền Sài Gòn có tổ chức cuộc thi Hoa Hậu hội trợ giải trí Sài Gòn năm 1957, hai chị em người Hải Phòng là Vũ Thị Minh Thư (em) và Vũ Thị Minh Tâm (chị) lần lượt giành các danh hiệu cao nhất cuộc thi là Hoa Hậu và Á Hậu 2, trao giải đầu năm 1958[9]